# Castell de Montsonís
El Castell de Montsonís és un edifici situat al nucli homònim del municipi de la Foradada (Noguera), declarat bé cultural d'interès nacional.

## Història
La primera referència documental és del 1131, en una devolució de béns atorgada pel vescomte Guerau Ponç II de Cabrera a l'abadia de Sant Pere d'Àger, en la qual ratificava anteriors donacions del seu avi Arnau Mir de Tost, i n'afegia de noves, entre elles el kastrum vero de Montcenis. En el seu testament, llegà el castell al seu fill Ferrer. El 1161, Gombau de Ribelles i la seva muller Marquesa de Cabrera, filla de Ferrera, retornaren el castell i la seva dominicatura a l'abadia d'Àger, afirmant haver-lo usurpat. L'abat cedí a Gombau la meitat del castell en precari a títol vitalici, a excepció d'alguns drets senyorials. En el testament conjunt de Gombau i Marquesa del 1179, llegaren el castell de Montsonís, juntament amb els de Foradada, Ventoses i la Manresana, al seu fill Gombau. Els Ribelles foren senyors de Montsonís fins al 1491, quan el castell va ser adquirit pels Ponts.
L'actual castell és el resultat d'un procés constructiu que s'inicià a la segona meitat del segle xvi, quan els barons abandonaren l'antiga fortalesa alt-medieval i traslladaren la seva residència a la vila. Es tracta de l'obra feta a partir d'una torre de l'antiga muralla de Montsonís. A la segona meitat del segle xvii, després dels cinc assalts que va patir el castell durant la Guerra dels Segadors, s'hi van realitzar obres de reconstrucció.
El 1720, Agnès de Ponts i Desvalls, senyora de Montsonís, es va casar amb Anton de Rocabruna i de Copons, i el 1835, el seu besnet Pere d'Alcàntara de Rocabruna i de Cartellà-Sabastida-Ardena heretà el títol de baró de l'Albi de la seva mare Maria Josepa de Cartellà-Sabastida-Ardena i de Sentmenat. El 1856, la seva filla Maria Josepa de Rocabruna i Jordà es va casar amb Plàcid de Montoliu i Dusay, de qui és descendent el baró Carles de Montoliu i Carrasco, que després de molts anys d'abandonament i decadència ha donat a la vella construcció el seu aspecte actual.

## Descripció

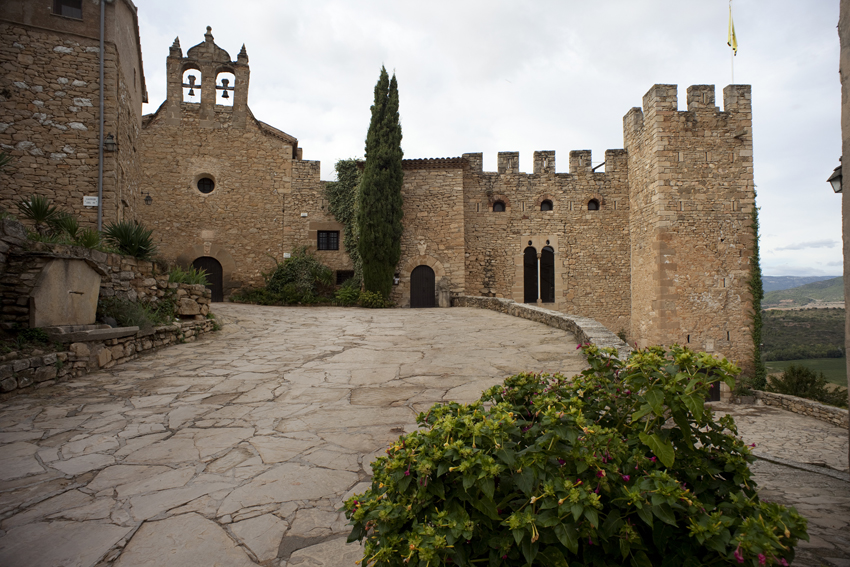
Vista del castell i l'església de Sant Urbà

És una fortalesa adaptada al desnivell topogràfic, dominant l'entrada al congost del Salgar i la vall d'Artesa de Segre. La façana principal del castell té dues torres quadrades amb tres portalades d'accés, la principal amb un arc de mig punt adovellat i escuts a les llindes. Hi ha una finestra germinada ogival, espitlleres i finestrals renaixentistes. Els merlets espitlleres la part superior de la torre de l'homenatge, és reconstruït. El castell es comunica amb l'església barroca de Sant Urbà.
L'interior, visitable, té un seguit de dependències típiques d'aquestes construccions, la presó, el celler, la sala dels escuts, l'oratori privat, el passadís secret, l'habitació del pelegrí i moltes d'altres.